# Németország a 2014. évi téli olimpiai játékokon
Németország az oroszországi Szocsiban megrendezett 2014. évi téli olimpiai játékok egyik részt vevő nemzete volt. Az országot az olimpián 15 sportágban 153 sportoló képviselte, akik összesen 19 érmet szereztek.

## Érmesek
| Érem  | Versenyző                                                    | Sportág          | Versenyszám                  |
| ----- | ------------------------------------------------------------ | ---------------- | ---------------------------- |
| Arany | Maria Höfl-Riesch                                            | Alpesisí         | Női összetett                |
| Arany | Eric Frenzel                                                 | Északi összetett | Normálsánc + 10 km           |
| Arany | Andreas Wank Marinus Kraus Andreas Wellinger Severin Freund  | Síugrás          | Férfi csapat, nagysánc       |
| Arany | Carina Vogt                                                  | Síugrás          | Női egyéni, normálsánc       |
| Arany | Felix Loch                                                   | Szánkó           | Férfi egyes                  |
| Arany | Tobias Wendl Tobias Arlt                                     | Szánkó           | Kettes                       |
| Arany | Natalie Geisenberger                                         | Szánkó           | Női egyes                    |
| Arany | Natalie Geisenberger Felix Loch Tobias Wendl Tobias Arlt     | Szánkó           | Vegyes váltó                 |
| Ezüst | Maria Höfl-Riesch                                            | Alpesisí         | Női szuperóriás-műlesiklás   |
| Ezüst | Erik Lesser                                                  | Biatlon          | Férfi 20 km egyéni indításos |
| Ezüst | Erik Lesser Daniel Böhm Arnd Peiffer Simon Schempp           | Biatlon          | Férfi 4 × 7,5 km váltó       |
| Ezüst | Eric Frenzel Björn Kircheisen Johannes Rydzek Fabian Rießle  | Északi összetett | Csapat                       |
| Ezüst | Anke Karstens                                                | Snowboard        | Női parallel slalom          |
| Ezüst | Tatjana Hüfner                                               | Szánkó           | Női egyes                    |
| Bronz | Viktoria Rebensburg                                          | Alpesisí         | Női óriás-műlesiklás         |
| Bronz | Fabian Rießle                                                | Északi összetett | Nagysánc + 10 km             |
| Bronz | Aliona Savchenko Robin Szolkowy                              | Műkorcsolya      | Páros                        |
| Bronz | Nicole Fessel Stefanie Böhler Claudia Nystad Denise Herrmann | Sífutás          | Női 4 × 5 km váltó           |
| Bronz | Amelie Kober                                                 | Snowboard        | Női parallel slalom          |

## Alpesisí
Férfi
| Versenyző        | Versenyszám      | 1. futam | 1. futam | 2. futam      | 2. futam      | Összesítés | Összesítés |
| Versenyző        | Versenyszám      | Idő      | Hely.    | Idő           | Hely.         | Idő        | Helyezés   |
| ---------------- | ---------------- | -------- | -------- | ------------- | ------------- | ---------- | ---------- |
| Fritz Dopfer     | Műlesiklás       | 48,46    | 14.      | 54,26         | 4.            | 1:42,72    | 4.         |
| Fritz Dopfer     | Óriás-műlesiklás | 1:22,59  | 11.      | 1:24,38       | 17.           | 2:46,97    | 12.        |
| Stefan Luitz     | Műlesiklás       | 50,79    | 37.      | nem ért célba | nem ért célba | kiesett    | kiesett    |
| Stefan Luitz     | Óriás-műlesiklás | kizárták | kizárták | kiesett       | kiesett       | kiesett    | kiesett    |
| Felix Neureuther | Műlesiklás       | 47,57    | 7.       | nem ért célba | nem ért célba | kiesett    | kiesett    |
| Felix Neureuther | Óriás-műlesiklás | 1:22,51  | 8.       | 1:24,08       | 11.           | 2:46,59    | 8.         |

Női
| Versenyző           | Versenyszám            | 1. futam      | 1. futam      | 2. futam | 2. futam | Összesítés | Összesítés |
| Versenyző           | Versenyszám            | Idő           | Hely.         | Idő      | Hely.    | Idő        | Helyezés   |
| ------------------- | ---------------------- | ------------- | ------------- | -------- | -------- | ---------- | ---------- |
| Christina Geiger    | Műlesiklás             | kizárták      | kizárták      | kiesett  | kiesett  | kiesett    | kiesett    |
| Maria Höfl-Riesch   | Lesiklás               |               |               |          |          | 1:42,74    | 13.        |
| Maria Höfl-Riesch   | Szuperóriás-műlesiklás |               |               |          |          | 1:26,07    |            |
| Maria Höfl-Riesch   | Műlesiklás             | 53,11         | 2.            | 52,62    | 9.       | 1:45,73    | 4.         |
| Maria Höfl-Riesch   | Óriás-műlesiklás       | nem ért célba | nem ért célba | kiesett  | kiesett  | kiesett    | kiesett    |
| Viktoria Rebensburg | Lesiklás               |               |               |          |          | 1:42,76    | 15.        |
| Viktoria Rebensburg | Szuperóriás-műlesiklás |               |               |          |          | 1:27,08    | 9.         |
| Viktoria Rebensburg | Óriás-műlesiklás       | 1:19,24       | 6.            | 1:17,90  | 1.       | 2:37,14    |            |
| Barbara Wirth       | Műlesiklás             | 56,31         | 16.           | 52,69    | 11.      | 1:49,00    | 14.        |
| Barbara Wirth       | Óriás-műlesiklás       | 1:21,35       | 21.           | 1:20,38  | 27.      | 2:41,73    | 25.        |

| Versenyző         | Versenyszám | Lesiklás | Lesiklás | Műlesiklás | Műlesiklás | Összesítés | Összesítés |
| Versenyző         | Versenyszám | Idő      | Hely.    | Idő        | Hely.      | Idő        | Helyezés   |
| ----------------- | ----------- | -------- | -------- | ---------- | ---------- | ---------- | ---------- |
| Maria Höfl-Riesch | Összetett   | 1:43,72  | 5.       | 50,90      | 3.         | 2:34,62    |            |

## Biatlon
Férfi
| Versenyző                                          | Versenyszám            | Időeredmény | Lövőhiba    | Helyezés |
| -------------------------------------------------- | ---------------------- | ----------- | ----------- | -------- |
| Simon Schempp                                      | 10 km sprint           | 25:16,4     | 0 (0+0)     | 15.      |
| Simon Schempp                                      | 12,5 km üldözőverseny  | 34:27,7     | 1 (0+0+0+1) | 6.       |
| Simon Schempp                                      | 15 km tömegrajtos      | 43:48,3     | 3 (2+1+0+0) | 13.      |
| Simon Schempp                                      | 20 km egyéni indításos | 51:50,3     | 1 (0+1+0+0) | 16.      |
| Erik Lesser                                        | 10 km sprint           | 25:26,7     | 1 (0+1)     | 21.      |
| Erik Lesser                                        | 12,5 km üldözőverseny  | 34:53,1     | 3 (1+1+0+1) | 16.      |
| Erik Lesser                                        | 15 km tömegrajtos      | 45:34,2     | 4 (0+0+2+2) | 26.      |
| Erik Lesser                                        | 20 km egyéni indításos | 49:43,9     | 0 (0+0+0+0) |          |
| Arnd Peiffer                                       | 10 km sprint           | 26:01,2     | 3 (2+1)     | 34.      |
| Arnd Peiffer                                       | 12,5 km üldözőverseny  | 35:21,4     | 1 (0+0+1+0) | 19.      |
| Arnd Peiffer                                       | 15 km tömegrajtos      | 44:35,0     | 4 (0+1+2+1) | 18.      |
| Christoph Stephan                                  | 10 km sprint           | 26:55,4     | 2 (1+1)     | 58.      |
| Christoph Stephan                                  | 12,5 km üldözőverseny  | 37:18,8     | 1 (0+0+0+1) | 43.      |
| Daniel Böhm                                        | 20 km egyéni indításos | 51:09,4     | 1 (0+1+0+0) | 10.      |
| Andreas Birnbacher                                 | 20 km egyéni indításos | 52:17,9     | 2 (1+0+0+1) | 22.      |
| Erik Lesser Daniel Böhm Arnd Peiffer Simon Schempp | 4 × 7,5 km váltó       | 1:12:19,4   | 0+2         |          |

Női
| Versenyző                                                          | Versenyszám            | Időeredmény   | Lövőhiba    | Helyezés |
| ------------------------------------------------------------------ | ---------------------- | ------------- | ----------- | -------- |
| Evi Sachenbacher-Stehle                                            | 7,5 km sprint          | 21:40,8       | 1 (0+1)     | 11.      |
| Evi Sachenbacher-Stehle                                            | 10 km üldözőverseny    | 32:16,6       | 6 (2+1+1+2) | 27.      |
| Evi Sachenbacher-Stehle                                            | 12,5 km tömegrajtos    | kizárták      | kizárták    | kizárták |
| Evi Sachenbacher-Stehle                                            | 15 km egyéni indításos | 47:30,4       | 3 (3+0+0+0) | 20.      |
| Franziska Preuß                                                    | 7,5 km sprint          | 22:53,1       | 2 (2+0)     | 41.      |
| Franziska Preuß                                                    | 10 km üldözőverseny    | 33:34,0       | 3 (0+2+1+0) | 40.      |
| Franziska Preuß                                                    | 15 km egyéni indításos | nem ért célba | 5 (2+3)     | –        |
| Laura Dahlmeier                                                    | 7,5 km sprint          | 23:03,2       | 2 (0+2)     | 46.      |
| Laura Dahlmeier                                                    | 10 km üldözőverseny    | 32:38,8       | 1 (0+0+0+1) | 30.      |
| Laura Dahlmeier                                                    | 15 km egyéni indításos | 46:45,7       | 1 (1+0+0+0) | 13.      |
| Andrea Henkel                                                      | 7,5 km sprint          | 22:01,5       | 1 (0+1)     | 22.      |
| Andrea Henkel                                                      | 10 km üldözőverseny    | 32:30,4       | 3 (0+1+1+1) | 29.      |
| Andrea Henkel                                                      | 12,5 km tömegrajtos    | 37:19,2       | 1 (0+0+1+0) | 17.      |
| Franziska Hildebrand                                               | 12,5 km tömegrajtos    | 39:09,5       | 3 (1+0+1+1) | 28.      |
| Franziska Hildebrand                                               | 15 km egyéni indításos | 49:06,4       | 2 (0+2+0+0) | 38.      |
| Franziska Preuß Andrea Henkel Franziska Hildebrand Laura Dahlmeier | 4 × 6 km váltó         | 1:13:44,2     | 0+6         | 11.      |

Vegyes
| Versenyző                                                         | Versenyszám  | Időeredmény | Lövőhiba | Helyezés |
| ----------------------------------------------------------------- | ------------ | ----------- | -------- | -------- |
| Evi Sachenbacher-Stehle Laura Dahlmeier Daniel Böhm Simon Schempp | Vegyes váltó | kizárták    | kizárták | kizárták |

## Bob
Férfi
| Versenyző                                                          | Versenyszám | 1. futam | 1. futam | 2. futam | 2. futam | 3. futam | 3. futam | 4. futam | 4. futam | Összesítés | Összesítés |
| Versenyző                                                          | Versenyszám | Idő      | Hely.    | Idő      | Hely.    | Idő      | Hely.    | Idő      | Hely.    | Idő        | Helyezés   |
| ------------------------------------------------------------------ | ----------- | -------- | -------- | -------- | -------- | -------- | -------- | -------- | -------- | ---------- | ---------- |
| Maximilian Arndt* Alexander Rödiger                                | Kettes      | 56,98    | 14.      | 56,92    | 12.      | 57,22    | 16.      | 57,08    | =16.     | 3:48,20    | 13.        |
| Thomas Florschütz* Kevin Kuske                                     | Kettes      | 56,63    | 9.       | 56,89    | 11.      | 56,77    | =11.     | 56,71    | 5.       | 3:47,00    | 9.         |
| Jannis Bäcker Francesco Friedrich*                                 | Kettes      | 56,50    | 5.       | 56,88    | 10.      | 56,63    | 9.       | 56,84    | =10.     | 3:46,85    | 6.         |
| Maximilian Arndt* Marco Hübenbecker Martin Putze Alexander Rödiger | Négyes      | 54,88    | 2.       | 55,47    | =9.      | 55,47    | 6.       | 55,60    | =9.      | 3:41,42    | 4.         |
| Joshua Bluhm Thomas Florschütz* Kevin Kuske Christian Poser        | Négyes      | 55,06    | 4.       | 55,42    | 6.       | 55,50    | 7.       | 55,53    | 8.       | 3:41,51    | 5.         |
| Jannis Bäcker Gregor Bermbach Francesco Friedrich* Thorsten Margis | Négyes      | 55,15    | 7.       | 55,43    | =7.      | 55,81    | 11.      | 55,41    | 7.       | 3:41,80    | 8.         |

Női
| Versenyző                                         | Versenyszám | 1. futam | 1. futam | 2. futam | 2. futam | 3. futam | 3. futam | 4. futam | 4. futam | Összesítés | Összesítés |
| Versenyző                                         | Versenyszám | Idő      | Hely.    | Idő      | Hely.    | Idő      | Hely.    | Idő      | Hely.    | Idő        | Helyezés   |
| ------------------------------------------------- | ----------- | -------- | -------- | -------- | -------- | -------- | -------- | -------- | -------- | ---------- | ---------- |
| Franziska Fritz Sandra Kiriasis*                  | Kettes      | 57,95    | 6.       | 58,08    | 5.       | 58,06    | 4.       | 58,20    | 6.       | 3:52,29    | 5.         |
| Cathleen Martini* Christin Senkel                 | Kettes      | 57,99    | 7.       | 58,42    | 11.      | 58,17    | 5.       | 58,13    | =3.      | 3:52,71    | 7.         |
| Stephanie Schneider Anja Schneiderheinze-Stöckel* | Kettes      | 58,17    | 9.       | 58,30    | 8.       | 58,53    | 11.      | 58,74    | =12.     | 3:53,74    | 10.        |

* – a bob vezetője

## Curling

### Férfi
- Christopher Bartsch
- John Jahr
- Sven Goldemann
- Felix Schulze
- Peter Rickmers

Csoportkör
| Nemzet           | Skip           | Gy | V | P+ | P- | Gy end | V end | Üres endek | Saját rabolt endek | Lökés % |
| ---------------- | -------------- | -- | - | -- | -- | ------ | ----- | ---------- | ------------------ | ------- |
| Svédország       | Niklas Edin    | 8  | 1 | 60 | 44 | 38     | 30    | 18         | 8                  | 86%     |
| Kanada           | Brad Jacobs    | 7  | 2 | 69 | 53 | 39     | 36    | 14         | 7                  | 84%     |
| Kína             | Liu Rui        | 7  | 2 | 67 | 50 | 41     | 37    | 10         | 5                  | 85%     |
| Nagy-Britannia   | David Murdoch  | 5  | 4 | 51 | 49 | 37     | 35    | 15         | 7                  | 83%     |
| Norvégia         | Thomas Ulsrud  | 5  | 4 | 52 | 56 | 36     | 34    | 18         | 5                  | 86%     |
| Dánia            | Rasmus Stjerne | 4  | 5 | 54 | 61 | 32     | 37    | 16         | 4                  | 81%     |
| Oroszország      | Andrej Drozdov | 3  | 6 | 58 | 70 | 36     | 38    | 13         | 6                  | 77%     |
| Svájc            | Sven Michel    | 3  | 6 | 47 | 46 | 31     | 34    | 22         | 7                  | 82%     |
| Egyesült Államok | John Shuster   | 2  | 7 | 47 | 58 | 30     | 39    | 14         | 7                  | 79%     |
| Németország      | John Jahr      | 1  | 8 | 53 | 74 | 38     | 39    | 10         | 8                  | 75%     |

- Nagy-Britannia és Norvégia azonos győzelem-vereség aránnyal állt 9 mérkőzés után, emiatt a továbbjutásról közöttük egy újabb mérkőzés döntött, amelyet Nagy-Britannia nyert meg.

- február 10., 9:00 (6:00)

| Sheet D            | 1 | 2 | 3 | 4 | 5 | 6 | 7 | 8 | 9 | 10 | VE |
| Németország (Jahr) | 0 | 2 | 2 | 0 | 0 | 1 | 0 | 1 | 2 | 0  | 8  |
| Kanada (Jacobs)    | 2 | 0 | 0 | 3 | 2 | 0 | 2 | 0 | 0 | 2  | 11 |

- február 11., 14:00 (11:00)

| Sheet C                  | 1 | 2 | 3 | 4 | 5 | 6 | 7 | 8 | 9 | 10 | VE |
| Nagy-Britannia (Murdoch) | 1 | 0 | 0 | 0 | 2 | 0 | 2 | 0 | 1 | 1  | 7  |
| Németország (Jahr)       | 0 | 1 | 1 | 1 | 0 | 2 | 0 | 1 | 0 | 0  | 6  |

- február 12., 9:00 (6:00)

| Sheet B            | 1 | 2 | 3 | 4 | 5 | 6 | 7 | 8 | 9 | 10 | VE |
| Norvégia (Ulsrud)  | 2 | 0 | 0 | 0 | 2 | 0 | 1 | 0 | 0 | 3  | 8  |
| Németország (Jahr) | 0 | 0 | 1 | 0 | 0 | 2 | 0 | 0 | 2 | 0  | 5  |

- február 12., 19:00 (16:00)

| Sheet A            | 1 | 2 | 3 | 4 | 5 | 6 | 7 | 8 | 9 | 10 | VE |
| Németország (Jahr) | 0 | 1 | 0 | 2 | 0 | 2 | 1 | 0 | 1 | 0  | 7  |
| Kína (Liu)         | 2 | 0 | 3 | 0 | 2 | 0 | 0 | 1 | 0 | 3  | 11 |

- február 14., 9:00 (6:00)

| Sheet C                    | 1 | 2 | 3 | 4 | 5 | 6 | 7 | 8 | 9 | 10 | VE |
| Egyesült Államok (Shuster) | 0 | 0 | 4 | 0 | 0 | 0 | 4 | 0 | 0 | X  | 8  |
| Németország (Jahr)         | 0 | 1 | 0 | 1 | 0 | 1 | 0 | 1 | 1 | X  | 5  |

- február 14., 19:00 (16:00)

| Sheet D            | 1 | 2 | 3 | 4 | 5 | 6 | 7 | 8 | 9 | 10 | VE |
| Svájc (Michel)     | 1 | 0 | 2 | 0 | 1 | 0 | 0 | 2 | 0 | 1  | 7  |
| Németország (Jahr) | 0 | 2 | 0 | 1 | 0 | 2 | 1 | 0 | 2 | 0  | 8  |

- február 15., 14:00 (11:00)

| Sheet A            | 1 | 2 | 3 | 4 | 5 | 6 | 7 | 8 | 9 | 10 | VE |
| Svédország (Edin)  | 0 | 1 | 0 | 2 | 2 | 0 | 1 | 0 | 2 | X  | 8  |
| Németország (Jahr) | 0 | 0 | 1 | 0 | 0 | 2 | 0 | 1 | 0 | X  | 4  |

- február 16., 19:00 (16:00)

| Sheet C            | 1 | 2 | 3 | 4 | 5 | 6 | 7 | 8 | 9 | 10 | VE |
| Németország (Jahr) | 0 | 0 | 2 | 0 | 0 | 1 | 0 | 0 | 0 | X  | 3  |
| Dánia (Stjerne)    | 0 | 2 | 0 | 1 | 0 | 0 | 2 | 0 | 1 | X  | 6  |

- február 17., 14:00 (11:00)

| Sheet B               | 1 | 2 | 3 | 4 | 5 | 6 | 7 | 8 | 9 | 10 | VE |
| Németország (Jahr)    | 0 | 0 | 2 | 0 | 2 | 0 | 1 | 0 | 1 | 1  | 7  |
| Oroszország (Drozdov) | 2 | 0 | 0 | 2 | 0 | 2 | 0 | 2 | 0 | 0  | 8  |

| Csapat      | Helyezés |
| ----------- | -------- |
| Németország | 10.      |

## Északi összetett
| Versenyző                                                   | Versenyszám        | Síugrás | Síugrás | Síugrás | Síugrás    | Sífutás | Összesítés | Összesítés |
| Versenyző                                                   | Versenyszám        | Táv     | Pont    | Hely.   | Időhátrány | Idő     | Idő        | Helyezés   |
| ----------------------------------------------------------- | ------------------ | ------- | ------- | ------- | ---------- | ------- | ---------- | ---------- |
| Tino Edelmann                                               | Normálsánc + 10 km | 98,0    | 124,0   | =5.     | +0:30      | 23:57,2 | 24:27,2    | 9.         |
| Fabian Rießle                                               | Normálsánc + 10 km | 95,5    | 116,5   | 19.     | +1:00      | 23:19,6 | 24:19,6    | 8.         |
| Fabian Rießle                                               | Nagysánc + 10 km   | 130,0   | 115,1   | 9.      | +0:56      | 22:33,1 | 23:29,1    |            |
| Johannes Rydzek                                             | Normálsánc + 10 km | 98,0    | 121,2   | 12.     | +0:41      | 23:26,5 | 24:07,5    | 6.         |
| Johannes Rydzek                                             | Nagysánc + 10 km   | 129,5   | 112,7   | 12.     | +1:05      | 22:46,4 | 23:51,4    | 8.         |
| Eric Frenzel                                                | Normálsánc + 10 km | 103,0   | 131,5   | 1.      | –          | 23:50,2 | 23:50,2    |            |
| Eric Frenzel                                                | Nagysánc + 10 km   | 139,5   | 129,0   | 1.      | 0:00       | 23:57,9 | 23:57,9    | 10.        |
| Björn Kircheisen                                            | Nagysánc + 10 km   | 129,0   | 113,2   | 11.     | +1:03      | 22:26,6 | 23:29,6    | 4.         |
| Eric Frenzel Björn Kircheisen Johannes Rydzek Fabian Rießle | Csapat             | –       | 481,7   | 1.      | –          | 47:13,8 | 47:13,8    |            |

## Gyorskorcsolya
Férfi
| Versenyző          | Versenyszám | 1. futam | 1. futam | 2. futam | 2. futam | Eredmény | Helyezés |
| Versenyző          | Versenyszám | Idő      | Hely.    | Idő      | Hely.    | Eredmény | Helyezés |
| ------------------ | ----------- | -------- | -------- | -------- | -------- | -------- | -------- |
| Alexej Baumgärtner | 5000 m      |          |          |          |          | 6:34,35  | 21.      |
| Alexej Baumgärtner | 10 000 m    |          |          |          |          | 13:44,39 | 13.      |
| Patrick Beckert    | 1500 m      |          |          |          |          | 1:48,08  | 23.      |
| Patrick Beckert    | 5000 m      |          |          |          |          | 6:21,18  | 8.       |
| Patrick Beckert    | 10 000 m    |          |          |          |          | 13:14,26 | 6.       |
| Moritz Geisreiter  | 5000 m      |          |          |          |          | 6:24,79  | 10.      |
| Moritz Geisreiter  | 10 000 m    |          |          |          |          | 13:20,26 | 8.       |
| Nico Ihle          | 500 m       | 34,99    | 7.       | 35,11    | 9.       | 70,10    | 8.       |
| Nico Ihle          | 1000 m      |          |          |          |          | 1:08,86  | 4.       |
| Robert Lehmann     | 1500 m      |          |          |          |          | 1:48,24  | 27.      |
| Samuel Schwarz     | 500 m       | 35,69    | 34       | 35,68    | 34.      | 71,37    | 34.      |
| Samuel Schwarz     | 1000 m      |          |          |          |          | 1:08,89  | 5.       |

Női
| Versenyző              | Versenyszám | 1. futam | 1. futam | 2. futam | 2. futam | Eredmény | Helyezés |
| Versenyző              | Versenyszám | Idő      | Hely.    | Idő      | Hely.    | Eredmény | Helyezés |
| ---------------------- | ----------- | -------- | -------- | -------- | -------- | -------- | -------- |
| Monique Angermüller    | 1000 m      |          |          |          |          | kizárták | kizárták |
| Monique Angermüller    | 1500 m      |          |          |          |          | 2:00,32  | 24.      |
| Stephanie Beckert      | 3000 m      |          |          |          |          | 4:13,54  | 17.      |
| Stephanie Beckert      | 5000 m      |          |          |          |          | 7:07,79  | 8.       |
| Judith Hesse           | 500 m       | kizárták | kizárták | kiesett  | kiesett  | kiesett  | kiesett  |
| Judith Hesse           | 1000 m      |          |          |          |          | 1:15,84  | 11.      |
| Gabriele Hirschbichler | 500 m       | 39,82    | 34.      | 39,69    | 34.      | 79,51    | 34.      |
| Gabriele Hirschbichler | 1000 m      |          |          |          |          | 1:18,00  | 26.      |
| Gabriele Hirschbichler | 1500 m      |          |          |          |          | 2:01,18  | 30.      |
| Bente Kraus            | 3000 m      |          |          |          |          | 4:10,16  | 11.      |
| Bente Kraus            | 5000 m      |          |          |          |          | 7:10,65  | 11.      |
| Claudia Pechstein      | 1500 m      |          |          |          |          | 1:59,47  | 19.      |
| Claudia Pechstein      | 3000 m      |          |          |          |          | 4:05,26  | 4.       |
| Claudia Pechstein      | 5000 m      |          |          |          |          | 6:58,39  | 5.       |
| Denise Roth            | 500 m       | 39,08    | 23.      | 38,69    | 15.      | 77,78    | 21.      |
| Jenny Wolf             | 500 m       | 37,93    | 8.       | 37,73    | 5.       | 75,67    | 6.       |
| Jenny Wolf             | 1000 m      |          |          |          |          | 1:17,99  | 25.      |

## Jégkorong

### Női
| Német nemzeti női jégkorongcsapat-játékoskeret | Német nemzeti női jégkorongcsapat-játékoskeret | Német nemzeti női jégkorongcsapat-játékoskeret | Német nemzeti női jégkorongcsapat-játékoskeret | Német nemzeti női jégkorongcsapat-játékoskeret | Német nemzeti női jégkorongcsapat-játékoskeret | Német nemzeti női jégkorongcsapat-játékoskeret |
| #                                              | Név                                            | Poszt                                          | Magasság                                       | Súly                                           | Kor                                            | Klub                                           |
| ---------------------------------------------- | ---------------------------------------------- | ---------------------------------------------- | ---------------------------------------------- | ---------------------------------------------- | ---------------------------------------------- | ---------------------------------------------- |
| 3                                              | Sophie Kratzer                                 | T                                              | 171 cm                                         | 74 kg                                          | 1989. április 20. (24 évesen)                  | ESC Planegg-Würmtal                            |
| 4                                              | Jessica Hammerl                                | V                                              | 161 cm                                         | 63 kg                                          | 1988. július 10. (25 évesen)                   | TSV Erding II                                  |
| 5                                              | Manuela Anwander                               | T                                              | 164 cm                                         | 68 kg                                          | 1992. január 9. (22 évesen)                    | ERC Ingolstadt                                 |
| 6                                              | Bettina Evers                                  | V                                              | 167 cm                                         | 70 kg                                          | 1981. augusztus 17. (32 évesen)                | ESC Planegg-Würmtal                            |
| 7                                              | Nina Kamenik                                   | T                                              | 161 cm                                         | 57 kg                                          | 1985. április 27. (28 évesen)                  | OSC Berlin                                     |
| 8                                              | Julia Zorn                                     | T                                              | 170 cm                                         | 73 kg                                          | 1990. február 6. (24 évesen)                   | ESC Planegg-Würmtal                            |
| 10                                             | Anja Weisser                                   | V                                              | 174 cm                                         | 74 kg                                          | 1991. október 2. (22 évesen)                   | University of Prince Edward Island             |
| 12                                             | Susann Götz                                    | V                                              | 163 cm                                         | 65 kg                                          | 1982. december 14. (31 évesen)                 | OSC Berlin                                     |
| 13                                             | Ivonne Schröder                                | K                                              | 177 cm                                         | 67 kg                                          | 1988. július 25. (25 évesen)                   | ELV Tornado Niesky                             |
| 14                                             | Jacqueline Janzen                              | T                                              | 178 cm                                         | 83 kg                                          | 1993. november 29. (20 évesen)                 | ECDC Memmingen Indians                         |
| 15                                             | Andrea Lanzl                                   | T                                              | 162 cm                                         | 67 kg                                          | 1987. október 8. (26 évesen)                   | ERC Ingolstadt                                 |
| 17                                             | Sara Seiler                                    | T                                              | 169 cm                                         | 65 kg                                          | 1983. január 25. (31 évesen)                   | ERC Ingolstadt                                 |
| 18                                             | Susanne Fellner                                | V                                              | 159 cm                                         | 59 kg                                          | 1985. február 26. (28 évesen)                  | ECDC Memmingen Indians                         |
| 22                                             | Kerstin Spielberger                            | T                                              | 169 cm                                         | 61 kg                                          | 1995. december 14. (18 évesen)                 | EHC Klostersee U18                             |
| 23                                             | Tanja Eisenschmid                              | V                                              | 170 cm                                         | 63 kg                                          | 1993. április 20. (20 évesen)                  | University of North Dakota                     |
| 24                                             | Lisa Schuster                                  | V                                              | 169 cm                                         | 70 kg                                          | 1987. május 28. (26 évesen)                    | OSC Berlin                                     |
| 25                                             | Franziska Busch                                | T                                              | 163 cm                                         | 68 kg                                          | 1985. október 20. (28 évesen)                  | ECDC Memmingen Indians                         |
| 26                                             | Monika Bittner                                 | T                                              | 156 cm                                         | 59 kg                                          | 1988. január 29. (26 évesen)                   | ESC Planegg-Würmtal                            |
| 27                                             | Viona Harrer                                   | K                                              | 169 cm                                         | 55 kg                                          | 1986. november 5. (27 évesen)                  | EC Bad Tölz                                    |
| 30                                             | Jennifer Harß                                  | K                                              | 175 cm                                         | 65 kg                                          | 1987. július 14. (26 évesen)                   | ERC Sonthofen                                  |
| 81                                             | Maritta Becker                                 | T                                              | 168 cm                                         | 63 kg                                          | 1981. március 11. (32 évesen)                  | ERC Ingolstadt                                 |
| Vezetőedző:                                    |                                                |                                                |                                                |                                                |                                                |                                                |

Csoportkör
B csoport
| Hely. | Csapat            | M | Gy | HGy | HV | V | G+ | G– | Gk | P | Továbbjutás  |
| ----- | ----------------- | - | -- | --- | -- | - | -- | -- | -- | - | ------------ |
| 1.    | Oroszország (RUS) | 3 | 3  | 0   | 0  | 0 | 9  | 3  | +6 | 9 | Negyeddöntő  |
| 2.    | Svédország (SWE)  | 3 | 2  | 0   | 0  | 1 | 6  | 3  | +3 | 6 | Negyeddöntő  |
| 3.    | Németország (GER) | 3 | 1  | 0   | 0  | 2 | 5  | 8  | −3 | 3 | 5–8. helyért |
| 4.    | Japán (JPN)       | 3 | 0  | 0   | 0  | 3 | 1  | 7  | −6 | 0 | 5–8. helyért |

| 2014. február 9. 17:00 (14:00) | Oroszország (RUS) | 4–1 (0–0, 0–1, 4–0) | Németország (GER) | Sajba Aréna, Szocsi Nézőszám: 5048 |

| Jegyzőkönyv | Jegyzőkönyv     | Jegyzőkönyv                    | Jegyzőkönyv  | Jegyzőkönyv                                                      |
| --- | --------------- | ------------------------------ | ------------ | ---------------------------------------------------------------- |
| | Julija Leszkina | Kapusok                        | Viona Harrer | Játékvezető: Anna Eskola Vonalbírók: Laura Johnson Ilona Novotná |
| \| \| 0–1 \| 26:48 – F. Busch (M. Anwander) \| \| I. Gavrilova (A. Homics, J. Szmolenceva) – 45:04 \| 1–1 \| \| \| O. Szoszina (I. Gyubanok, T. Burina) (PP) – 48:49 \| 2–1 \| \| \| J. Szmolenceva (A. Sibanova) – 49:27 \| 3–1 \| \| \| O. Szoszina (I. Gyubanok, J. Szmolenceva) – 52:15 \| 4–1 \| \| |                 |                                |              | Játékvezető: Anna Eskola Vonalbírók: Laura Johnson Ilona Novotná |
| 4 perc | Büntetések      | 8 perc                         |              | Játékvezető: Anna Eskola Vonalbírók: Laura Johnson Ilona Novotná |
| 37 | Lövések         | 15                             |              | Játékvezető: Anna Eskola Vonalbírók: Laura Johnson Ilona Novotná |
| | 0–1             | 26:48 – F. Busch (M. Anwander) |              | Játékvezető: Anna Eskola Vonalbírók: Laura Johnson Ilona Novotná |
| I. Gavrilova (A. Homics, J. Szmolenceva) – 45:04 | 1–1             |                                |              | Játékvezető: Anna Eskola Vonalbírók: Laura Johnson Ilona Novotná |
| O. Szoszina (I. Gyubanok, T. Burina) (PP) – 48:49 | 2–1             |                                |              | Játékvezető: Anna Eskola Vonalbírók: Laura Johnson Ilona Novotná |
| J. Szmolenceva (A. Sibanova) – 49:27 | 3–1             |                                |              |                                                                  |
| O. Szoszina (I. Gyubanok, J. Szmolenceva) – 52:15 | 4–1             |                                |              |                                                                  |

| 2014. február 11. 14:00 (11:00) | Németország (GER) | 0–4 (0–1, 0–0, 0–3) | Svédország (SWE) | Sajba Aréna, Szocsi Nézőszám: 4015 |

| Jegyzőkönyv | Jegyzőkönyv    | Jegyzőkönyv                                     | Jegyzőkönyv       | Jegyzőkönyv                                                           |
| --- | -------------- | ----------------------------------------------- | ----------------- | --------------------------------------------------------------------- |
| | Jennifer Harss | Kapusok                                         | Kim Martin Hasson | Játékvezető: Aina Hove Vonalbírók: Stephanie Gagnon Michaela Kúdelová |
| \| \| 0–1 \| 01:00 – E. Nordin (E. Eliasson, E. Grahm) \| \| \| 0–2 \| 47:42 - C. Östberg (A. Borgqvist) \| \| \| 0–3 \| 50:31 - J. Olofsson (C. Östberg, M. Löwenhielm) \| \| \| 0–4 \| 51:35 - P. Winberg (A. Borgqvist) \| |                |                                                 |                   | Játékvezető: Aina Hove Vonalbírók: Stephanie Gagnon Michaela Kúdelová |
| 4 perc | Büntetések     | 10 perc                                         |                   | Játékvezető: Aina Hove Vonalbírók: Stephanie Gagnon Michaela Kúdelová |
| 21 | Lövések        | 29                                              |                   | Játékvezető: Aina Hove Vonalbírók: Stephanie Gagnon Michaela Kúdelová |
| | 0–1            | 01:00 – E. Nordin (E. Eliasson, E. Grahm)       |                   | Játékvezető: Aina Hove Vonalbírók: Stephanie Gagnon Michaela Kúdelová |
| | 0–2            | 47:42 - C. Östberg (A. Borgqvist)               |                   | Játékvezető: Aina Hove Vonalbírók: Stephanie Gagnon Michaela Kúdelová |
| | 0–3            | 50:31 - J. Olofsson (C. Östberg, M. Löwenhielm) |                   | Játékvezető: Aina Hove Vonalbírók: Stephanie Gagnon Michaela Kúdelová |
| | 0–4            | 51:35 - P. Winberg (A. Borgqvist)               |                   |                                                                       |

| 2014. február 13. 12:00 (9:00) | Japán (JPN) | 0–4 (0–1, 0–1, 0–2) | Németország (GER) | Sajba Aréna, Szocsi Nézőszám: 2618 |

| Jegyzőkönyv | Jegyzőkönyv     | Jegyzőkönyv                                         | Jegyzőkönyv  | Jegyzőkönyv                                                                  |
| --- | --------------- | --------------------------------------------------- | ------------ | ---------------------------------------------------------------------------- |
| | Fudzsimoto Nana | Kapusok                                             | Viona Harrer | Játékvezető: Melanie Bordeleau Vonalbírók: Therese Björkman Charlotte Girard |
| \| \| 0–1 \| 13:23 – M. Anwander (S. Kratzer, M. Becker) (PP1) \| \| \| 0–2 \| 20:48 – F. Busch (A. Lanzl) \| \| \| 0–3 \| 58:31 – K. Spielberger (T. Eisenschmid, N. Kamenik) \| \| \| 0–4 \| 59:28 – F. Busch (S. Götz) (ENG) \| |                 |                                                     |              | Játékvezető: Melanie Bordeleau Vonalbírók: Therese Björkman Charlotte Girard |
| 8 perc | Büntetések      | 10 perc                                             |              | Játékvezető: Melanie Bordeleau Vonalbírók: Therese Björkman Charlotte Girard |
| 30 | Lövések         | 25                                                  |              | Játékvezető: Melanie Bordeleau Vonalbírók: Therese Björkman Charlotte Girard |
| | 0–1             | 13:23 – M. Anwander (S. Kratzer, M. Becker) (PP1)   |              | Játékvezető: Melanie Bordeleau Vonalbírók: Therese Björkman Charlotte Girard |
| | 0–2             | 20:48 – F. Busch (A. Lanzl)                         |              | Játékvezető: Melanie Bordeleau Vonalbírók: Therese Björkman Charlotte Girard |
| | 0–3             | 58:31 – K. Spielberger (T. Eisenschmid, N. Kamenik) |              | Játékvezető: Melanie Bordeleau Vonalbírók: Therese Björkman Charlotte Girard |
| | 0–4             | 59:28 – F. Busch (S. Götz) (ENG)                    |              |                                                                              |

Az 5–8. helyért
| 2014. február 16. 12:00 (9:00) | Finnország (FIN) | 2–1 (2–0, 0–1, 0–0) | Németország (GER) | Sajba Aréna, Szocsi Nézőszám: 2009 |

| Jegyzőkönyv | Jegyzőkönyv | Jegyzőkönyv                      | Jegyzőkönyv    | Jegyzőkönyv                                                          |
| --- | ----------- | -------------------------------- | -------------- | -------------------------------------------------------------------- |
| | Noora Räty  | Kapusok                          | Jennifer Harss | Játékvezető: Aina Hove Vonalbírók: Michael Kudelová Zuzana Svobodová |
| \| J. Hiirikoski (R. Välilä) (PP1) – 01:15 \| 1–0 \| \| \| M. Karvinen (R. Välilä, S. Tapani) – 08:32 \| 2–0 \| \| \| \| 2–1 \| 28:59 – B. Evers (S. Götz) (PP1) \| |             |                                  |                | Játékvezető: Aina Hove Vonalbírók: Michael Kudelová Zuzana Svobodová |
| 8 perc | Büntetések  | 8 perc                           |                | Játékvezető: Aina Hove Vonalbírók: Michael Kudelová Zuzana Svobodová |
| 27 | Lövések     | 21                               |                | Játékvezető: Aina Hove Vonalbírók: Michael Kudelová Zuzana Svobodová |
| J. Hiirikoski (R. Välilä) (PP1) – 01:15 | 1–0         |                                  |                | Játékvezető: Aina Hove Vonalbírók: Michael Kudelová Zuzana Svobodová |
| M. Karvinen (R. Välilä, S. Tapani) – 08:32 | 2–0         |                                  |                | Játékvezető: Aina Hove Vonalbírók: Michael Kudelová Zuzana Svobodová |
| | 2–1         | 28:59 – B. Evers (S. Götz) (PP1) |                | Játékvezető: Aina Hove Vonalbírók: Michael Kudelová Zuzana Svobodová |

A 7. helyért
| 2014. február 18. 12:00 (9:00) | Németország (GER) | 3–2 (1–1, 2–0 , 0–1) | Japán (JPN) | Sajba Aréna, Szocsi Nézőszám: 2012 |

| Jegyzőkönyv | Jegyzőkönyv  | Jegyzőkönyv                                | Jegyzőkönyv                  | Jegyzőkönyv                                                                   |
| --- | ------------ | ------------------------------------------ | ---------------------------- | ----------------------------------------------------------------------------- |
| | Viona Harrer | Kapusok                                    | Fudzsimoto Nana Konisi Akane | Játékvezető: Melanie Bordeleau Vonalbírók: Therese Bjorkman Michaela Kúdeľová |
| \| S. Götz (F. Busch, J. Janzen) (PP) – 09:18 \| 1–0 \| \| \| \| 1–1 \| 13:04 – Kubo H. (Oszava Cs.) \| \| J. Zorn (F. Busch, S. Götz) – (PP) 24:30 \| 2–1 \| \| \| S. Seiler (L.C. Schuster, S. Kratzer) – 35:49 \| 3–1 \| \| \| \| 3–2 \| 42:56 – Jonejama H. (Kubo H., Szuzuki Sz.) \| |              |                                            |                              | Játékvezető: Melanie Bordeleau Vonalbírók: Therese Bjorkman Michaela Kúdeľová |
| 8 perc | Büntetések   | 12 perc                                    |                              | Játékvezető: Melanie Bordeleau Vonalbírók: Therese Bjorkman Michaela Kúdeľová |
| 23 | Lövések      | 29                                         |                              | Játékvezető: Melanie Bordeleau Vonalbírók: Therese Bjorkman Michaela Kúdeľová |
| S. Götz (F. Busch, J. Janzen) (PP) – 09:18 | 1–0          |                                            |                              | Játékvezető: Melanie Bordeleau Vonalbírók: Therese Bjorkman Michaela Kúdeľová |
| | 1–1          | 13:04 – Kubo H. (Oszava Cs.)               |                              | Játékvezető: Melanie Bordeleau Vonalbírók: Therese Bjorkman Michaela Kúdeľová |
| J. Zorn (F. Busch, S. Götz) – (PP) 24:30 | 2–1          |                                            |                              | Játékvezető: Melanie Bordeleau Vonalbírók: Therese Bjorkman Michaela Kúdeľová |
| S. Seiler (L.C. Schuster, S. Kratzer) – 35:49 | 3–1          |                                            |                              |                                                                               |
| | 3–2          | 42:56 – Jonejama H. (Kubo H., Szuzuki Sz.) |                              |                                                                               |

| Csapat            | Helyezés |
| ----------------- | -------- |
| Németország (GER) | 7.       |

## Műkorcsolya
| Versenyző                       | Versenyszám  | Rövid program | Rövid program | Kűr    | Kűr   | Összesítés | Összesítés |
| Versenyző                       | Versenyszám  | Pont          | Hely.         | Pont   | Hely. | Pont       | Helyezés   |
| ------------------------------- | ------------ | ------------- | ------------- | ------ | ----- | ---------- | ---------- |
| Peter Liebers                   | Férfi egyéni | 86,04         | 5.            | 153,83 | 9.    | 239,87     | 8.         |
| Nathalie Weinzierl              | Női egyéni   | 57,63         | 10.           | 89,73  | 21.   | 147,36     | 18.        |
| Aliona Savchenko Robin Szolkowy | Páros        | 79,64         | 2.            | 136,14 | 4.    | 215,78     |            |
| Maylin Wende Daniel Wende       | Páros        | 59,25         | 12.           | 107,00 | 13.   | 166,25     | 13.        |

| Versenyző                         | Versenyszám | Eredeti (original) tánc | Eredeti (original) tánc | Kűr   | Kűr   | Összesítés | Összesítés |
| Versenyző                         | Versenyszám | Pont                    | Hely.                   | Pont  | Hely. | Pont       | Helyezés   |
| --------------------------------- | ----------- | ----------------------- | ----------------------- | ----- | ----- | ---------- | ---------- |
| Tanja Kolbe Stefano Caruso        | Jégtánc     | 54,43                   | 19.                     | 76,13 | 19.   | 130,56     | 19.        |
| Nelli Zhiganshina Alexander Gazsi | Jégtánc     | 60,91                   | 10.                     | 89,86 | 12.   | 150,77     | 11.        |

| Versenyző | Versenyszám   | Rövid program | Rövid program | Rövid program | Rövid program | Rövid program | Rövid program | Kűr         | Kűr         | Kűr         | Kűr         | Összesen | Összesen |
| Versenyző | Versenyszám   | Férfi         | Páros         | Jégtánc       | Női           | Összesen      | Összesen      | Páros       | Férfi       | Jégtánc     | Női         | Összesen | Összesen |
| Versenyző | Versenyszám   | Pont Csapat   | Pont Csapat   | Pont Csapat   | Pont Csapat   | Pont          | Hely.         | Pont Csapat | Pont Csapat | Pont Csapat | Pont Csapat | Pont     | Hely.    |
| --- | ------------- | ------------- | ------------- | ------------- | ------------- | ------------- | ------------- | ----------- | ----------- | ----------- | ----------- | -------- | -------- |
| Peter Liebers (F) Nathalie Weinzierl (N) Maylin Wende / Daniel Wende (P) Nelli Zhiganshina / Alexander Gazsi (J) | Csapatverseny | 79,61 5       | 60,82 5       | 58,04 5       | 52,16 2       | 17            | 8.            | kiesett     | kiesett     | kiesett     | kiesett     | kiesett  | kiesett  |

## Rövidpályás gyorskorcsolya
Férfi
| Versenyző      | Versenyszám | Előfutam | Előfutam | Negyeddöntő | Negyeddöntő | Elődöntő | Elődöntő | B döntő | B döntő | Döntő   | Döntő   | Helyezés |
| Versenyző      | Versenyszám | Idő      | Hely.    | Idő         | Hely.       | Idő      | Hely.    | Idő     | Hely.   | Idő     | Hely.   | Helyezés |
| -------------- | ----------- | -------- | -------- | ----------- | ----------- | -------- | -------- | ------- | ------- | ------- | ------- | -------- |
| Robert Seifert | 500 m       | 41,624   | 3.       | kiesett     | kiesett     | kiesett  | kiesett  | kiesett | kiesett | kiesett | kiesett | 17.      |
| Robert Seifert | 1000 m      | 1:29,468 | 4.       | kiesett     | kiesett     | kiesett  | kiesett  | kiesett | kiesett | kiesett | kiesett | 29.      |
| Robert Seifert | 1500 m      | 2:16,555 | 4.       |             |             | kiesett  | kiesett  | kiesett | kiesett | kiesett | kiesett | 22.      |

Női
| Versenyző   | Versenyszám | Előfutam | Előfutam | Negyeddöntő | Negyeddöntő | Elődöntő | Elődöntő | B döntő | B döntő | Döntő   | Döntő   | Helyezés |
| Versenyző   | Versenyszám | Idő      | Hely.    | Idő         | Hely.       | Idő      | Hely.    | Idő     | Hely.   | Idő     | Hely.   | Helyezés |
| ----------- | ----------- | -------- | -------- | ----------- | ----------- | -------- | -------- | ------- | ------- | ------- | ------- | -------- |
| Anna Seidel | 1500 m      | 2:25,700 | 3.       |             |             | 2:20,405 | 6.       | kiesett | kiesett | kiesett | kiesett | 17.      |

## Síakrobatika
Akrobatika
| Versenyző        | Versenyszám      | Selejtező | Selejtező | Selejtező | Döntő    | Döntő    | Döntő    |
| Versenyző        | Versenyszám      | 1. futam  | 2. futam  | Hely.     | 1. futam | 2. futam | Helyezés |
| ---------------- | ---------------- | --------- | --------- | --------- | -------- | -------- | -------- |
| Sabrina Cakmakli | Női félcső       | 64,80     | 16,60     | 14.       | kiesett  | kiesett  | kiesett  |
| Benedikt Mayr    | Férfi slopestyle | 67,60     | 7,20      | 20.       | kiesett  | kiesett  | kiesett  |
| Lisa Zimmermann  | Női slopestyle   | 20,00     | 67,20     | 14.       | kiesett  | kiesett  | kiesett  |

Mogul
| Versenyző       | Versenyszám | Selejtező | Selejtező | Selejtező | Selejtező | Selejtező | Selejtező | Döntő    | Döntő    | Döntő    | Döntő    | Döntő    | Döntő    | Döntő    | Döntő    | Helyezés |
| Versenyző       | Versenyszám | 1. futam  | 1. futam  | 1. futam  | 2. futam  | 2. futam  | 2. futam  | 1. futam | 1. futam | 1. futam | 2. futam | 2. futam | 2. futam | 3. futam | 3. futam | Helyezés |
| Versenyző       | Versenyszám | Idő       | Pont      | Hely.     | Idő       | Pont      | Hely.     | Idő      | Pont     | Hely.    | Idő      | Pont     | Hely.    | Idő      | Pont     | Helyezés |
| --------------- | ----------- | --------- | --------- | --------- | --------- | --------- | --------- | -------- | -------- | -------- | -------- | -------- | -------- | -------- | -------- | -------- |
| Laura Grasemann | Női         | 37,72     | 6,81      | 26.       | 33,46     | 15,76     | 12.       | kiesett  | kiesett  | kiesett  | kiesett  | kiesett  | kiesett  | kiesett  | kiesett  | 22.      |

Krossz
| Versenyző        | Versenyszám | Selejtező     | Selejtező | Nyolcaddöntő | Negyeddöntő        | Elődöntő | Döntő                       | Helyezés |
| Versenyző        | Versenyszám | Idő           | Hely.     | Helyezés     | Helyezés           | Helyezés | Helyezés                    | Helyezés |
| ---------------- | ----------- | ------------- | --------- | ------------ | ------------------ | -------- | --------------------------- | -------- |
| Daniel Bohnacker | Férfi       | 1:17,59       | 13.       | 3.           | kiesett            | kiesett  | kiesett                     | 19.      |
| Florian Eigler   | Férfi       | 1:18,91       | 26.       | 2.           | 2.                 | 3.       | Kisdöntő 4. (nem ért célba) | 8.       |
| Thomas Fischer   | Férfi       | 1:18,06       | 19.       | 2.           | 4. (nem ért célba) | kiesett  | kiesett                     | 16.      |
| Andreas Schauer  | Férfi       | nem ért célba | 31.       | 2.           | 3.                 | kiesett  | kiesett                     | 12.      |
| Anna Wörner      | Női         | 1:22,95       | 9.        | 2.           | 3. (nem ért célba) | kiesett  | kiesett                     | 9.       |
| Heidi Zacher     | Női         | 1:24,24       | 15.       | 3.           | kiesett            | kiesett  | kiesett                     | 18.      |

## Sífutás
Férfi
| Versenyző                                                  | Versenyszám     | Selejtező | Selejtező | Negyeddöntő | Negyeddöntő | Elődöntő | Elődöntő | Döntő     | Döntő    |
| Versenyző                                                  | Versenyszám     | Idő       | Hely.     | Idő         | Hely.       | Idő      | Hely.    | Idő       | Helyezés |
| ---------------------------------------------------------- | --------------- | --------- | --------- | ----------- | ----------- | -------- | -------- | --------- | -------- |
| Jens Filbrich                                              | 15 km           |           |           |             |             |          |          | 40:08,5   | 14.      |
| Hannes Dotzler                                             | 15 km           |           |           |             |             |          |          | 39:49,9   | 11.      |
| Hannes Dotzler                                             | 30 km           |           |           |             |             |          |          | 1:08:44,8 | 13.      |
| Tobias Angerer                                             | 30 km           |           |           |             |             |          |          | 1:08:49,7 | 15.      |
| Axel Teichmann                                             | 15 km           |           |           |             |             |          |          | 39:42,4   | 8.       |
| Axel Teichmann                                             | 30 km           |           |           |             |             |          |          | 1:10:13,3 | 23.      |
| Axel Teichmann                                             | 50 km           |           |           |             |             |          |          | 1:51:03,4 | 39.      |
| Arnd Peiffer                                               | 50 km           |           |           |             |             |          |          | 1:51:31,5 | 40.      |
| Erik Lesser                                                | 50 km           |           |           |             |             |          |          | 1:51:55,8 | 42.      |
| Thomas Bing                                                | 30 km           |           |           |             |             |          |          | 1:11:32,9 | 37.      |
| Thomas Bing                                                | 50 km           |           |           |             |             |          |          | 1:49:56,1 | 36.      |
| Thomas Bing                                                | Sprint          | 3:38,30   | 32.       | kiesett     | kiesett     | kiesett  | kiesett  | kiesett   | 32.      |
| Tim Tscharnke                                              | 15 km           |           |           |             |             |          |          | 40:41,3   | 26.      |
| Tim Tscharnke                                              | Sprint          | 3:37,75   | 28.       | 3:46,81     | 4.          | kiesett  | kiesett  | kiesett   | 20.      |
| Josef Wenzl                                                | Sprint          | 3:38,10   | 31.       | kiesett     | kiesett     | kiesett  | kiesett  | kiesett   | 31.      |
| Sebastian Eisenlauer                                       | Sprint          | 3:39,00   | 35.       | kiesett     | kiesett     | kiesett  | kiesett  | kiesett   | 35.      |
| Hannes Dotzler Tim Tscharnke                               | Csapatsprint    |           |           |             |             | 23:36,23 | 1.       | 23:57,02  | 7.       |
| Jens Filbrich Axel Teichmann Tobias Angerer Hannes Dotzler | 4 × 10 km váltó |           |           |             |             |          |          | 1:31:18,8 | 9.       |

Női
| Versenyző                                                    | Versenyszám    | Selejtező | Selejtező | Negyeddöntő | Negyeddöntő | Elődöntő | Elődöntő | Döntő         | Döntő         |
| Versenyző                                                    | Versenyszám    | Idő       | Hely.     | Idő         | Hely.       | Idő      | Hely.    | Idő           | Helyezés      |
| ------------------------------------------------------------ | -------------- | --------- | --------- | ----------- | ----------- | -------- | -------- | ------------- | ------------- |
| Stefanie Böhler                                              | 10 km          |           |           |             |             |          |          | 29:04,3       | 6.            |
| Stefanie Böhler                                              | 15 km          |           |           |             |             |          |          | 41:20,0       | 35.           |
| Nicole Fessel                                                | 10 km          |           |           |             |             |          |          | 30:27,0       | 23.           |
| Nicole Fessel                                                | 15 km          |           |           |             |             |          |          | 40:11,4       | 14.           |
| Nicole Fessel                                                | 30 km          |           |           |             |             |          |          | nem ért célba | nem ért célba |
| Katrin Zeller                                                | 10 km          |           |           |             |             |          |          | 30:38,5       | 25.           |
| Katrin Zeller                                                | 15 km          |           |           |             |             |          |          | 40:49,7       | 26.           |
| Katrin Zeller                                                | 30 km          |           |           |             |             |          |          | 1:12:41,4     | 12.           |
| Claudia Nystad                                               | 15 km          |           |           |             |             |          |          | 42:08,8       | 43.           |
| Claudia Nystad                                               | Sprint         | 2:41,13   | 35.       | kiesett     | kiesett     | kiesett  | kiesett  | kiesett       | 35.           |
| Denise Herrmann                                              | Sprint         | 2:35,11   | 8.        | 2:34,87     | 1.          | 2:36,94  | 4.       | kiesett       | 8.            |
| Hanna Kolb                                                   | Sprint         | 2:40,17   | 30.       | 2:38,43     | 6.          | kiesett  | kiesett  | kiesett       | 30.           |
| Lucia Anger                                                  | Sprint         | 2:40,22   | 31.       | kiesett     | kiesett     | kiesett  | kiesett  | kiesett       | 31.           |
| Stefanie Böhler Denise Herrmann                              | Csapatsprint   |           |           |             |             | 16:58,98 | 4.       | 16:24,97      | 4.            |
| Nicole Fessel Stefanie Böhler Claudia Nystad Denise Herrmann | 4 × 5 km váltó |           |           |             |             |          |          | 53:03,6       |               |

## Síugrás
Férfi
| Versenyző                                                   | Versenyszám | Selejtező | Selejtező | Selejtező | 1. ugrás | 1. ugrás | 1. ugrás | 2. ugrás | 2. ugrás | 2. ugrás | Összesítés | Összesítés |
| Versenyző                                                   | Versenyszám | Táv       | Pont      | Hely.     | Táv      | Pont     | Hely.    | Táv      | Pont     | Hely.    | Pont       | Helyezés   |
| ----------------------------------------------------------- | ----------- | --------- | --------- | --------- | -------- | -------- | -------- | -------- | -------- | -------- | ---------- | ---------- |
| Richard Freitag                                             | Normálsánc  | 94,0      | 114,4     | 16.       | 100,5    | 121,4    | 26.      | 97,5     | 122,3    | 16.      | 243,7      | 20.        |
| Richard Freitag                                             | Nagysánc    | 118,5     | 104,4     | 21.       | 122,5    | 118,6    | 22.      | 126,5    | 123,5    | 17.      | 242,1      | 21.        |
| Severin Freund                                              | Normálsánc  | kiemelt   | kiemelt   | kiemelt   | 99,5     | 108,9    | 44.*     | 93,5     | 108,8    | 30.      | 217,7      | 31.        |
| Severin Freund                                              | Nagysánc    | kiemelt   | kiemelt   | kiemelt   | 138,0    | 140,2    | 3.       | 129,5    | 132,0    | 6.       | 272,2      | 4.         |
| Andreas Wank                                                | Normálsánc  | 102,5     | 127,9     | 2.        | 101,0    | 132,6    | 5.       | 97,0     | 120,8    | 19.      | 253,4      | 11.        |
| Andreas Wellinger                                           | Normálsánc  | kiemelt   | kiemelt   | kiemelt   | 96,0     | 125,8    | 14.      | 101,5    | 131,3    | 2.       | 257,1      | 6.         |
| Andreas Wellinger                                           | Nagysánc    | kiemelt   | kiemelt   | kiemelt   | 117,0    | 96,6     | 45.      | kiesett  | kiesett  | kiesett  | kiesett    | kiesett    |
| Marinus Kraus                                               | Nagysánc    | 130,0     | 120,2     | 4.        | 131,0    | 117,7    | 24.      | 140,0    | 139,7    | 2.       | 257,4      | 6.         |
| Andreas Wank Marinus Kraus Andreas Wellinger Severin Freund | Csapat      |           |           |           | 533,0    | 519,0    | 1.       | 528,0    | 522,1    | 2.       | 1041,1     |            |

* – bírói döntéssel jutott tovább
Női
| Versenyző         | Versenyszám | 1. ugrás | 1. ugrás | 1. ugrás | 2. ugrás | 2. ugrás | 2. ugrás | Összesítés | Összesítés |
| Versenyző         | Versenyszám | Táv      | Pont     | Hely.    | Táv      | Pont     | Hely.    | Pont       | Helyezés   |
| ----------------- | ----------- | -------- | -------- | -------- | -------- | -------- | -------- | ---------- | ---------- |
| Katharina Althaus | Normálsánc  | 90,5     | 103,2    | 24.      | 92,5     | 108,6    | 17.      | 211,8      | 23.        |
| Gianina Ernst     | Normálsánc  | 90,5     | 100,3    | 27.      | 87,5     | 92,4     | 29.      | 192,7      | 28.        |
| Ulrike Gräßler    | Normálsánc  | 94,0     | 110,5    | 21.      | 91,5     | 104,4    | 24.      | 214,9      | 22.        |
| Carina Vogt       | Normálsánc  | 103,0    | 126,8    | 1.       | 97,5     | 120,6    | 5.       | 247,4      |            |

## Snowboard
Parallel
| Versenyző          | Versenyszám                 | Selejtező | Selejtező | Nyolcaddöntő                      | Negyeddöntő                    | Elődöntő                      | Döntő                                              | Helyezés |
| Versenyző          | Versenyszám                 | Idő       | Hely.     | Ellenfél Eredmény                 | Ellenfél Eredmény              | Ellenfél Eredmény             | Ellenfél Eredmény                                  | Helyezés |
| ------------------ | --------------------------- | --------- | --------- | --------------------------------- | ------------------------------ | ----------------------------- | -------------------------------------------------- | -------- |
| Stefan Baumeister  | Férfi parallel slalom       | 59,72     | 14.       | Lukas Mathies (AUT) · V +0,45     | kiesett                        | kiesett                       | kiesett                                            | 14.      |
| Stefan Baumeister  | Férfi parallel giant slalom | 1:40,72   | 20.       | kiesett                           | kiesett                        | kiesett                       | kiesett                                            | 20.      |
| Alexander Bergmann | Férfi parallel slalom       | 1:00,60   | 24.       | kiesett                           | kiesett                        | kiesett                       | kiesett                                            | 24.      |
| Alexander Bergmann | Férfi parallel giant slalom | 1:39,07   | 12.       | Rok Flander (SLO) · V +0,34       | kiesett                        | kiesett                       | kiesett                                            | 13.      |
| Patrick Bussler    | Férfi parallel slalom       | 59,01     | 5.        | Rok Marguč (SLO) · GY –0,84       | Benjamin Karl (AUT) · V +0,15  | kiesett                       | kiesett                                            | 6.       |
| Patrick Bussler    | Férfi parallel giant slalom | 1:36,94   | 3.        | Matthew Morison (CAN) · GY –0,30  | Rok Flander (SLO) · GY –0,40   | Vic Wild (RUS) · V +2,61      | Bronzmérkőzés · Žan Košir (SLO) · V +2,26          | 4.       |
| Selina Jörg        | Női parallel slalom         | 1:04,47   | 7.        | Anke Karstens (GER) · V +0,02     | kiesett                        | kiesett                       | kiesett                                            | 11.      |
| Selina Jörg        | Női parallel giant slalom   | 1:49,64   | 11.       | Aljona Zavarzina (RUS) · V +13,53 | kiesett                        | kiesett                       | kiesett                                            | 13.      |
| Anke Karstens      | Női parallel slalom         | 1:05,14   | 10.       | Selina Jörg (GER) · GY –0,02      | Ester Ledecká (CZE) · GY –0,30 | Amelie Kober (GER) · GY –0,09 | Julia Dujmovits (AUT) · V +0,12                    |          |
| Anke Karstens      | Női parallel giant slalom   | 1:59,29   | 25.       | kiesett                           | kiesett                        | kiesett                       | kiesett                                            | 25.      |
| Amelie Kober       | Női parallel slalom         | 1:05,46   | 14.       | Patrizia Kummer (SUI) · GY –0,10  | Ina Meschik (AUT) · GY –0,01   | Anke Karstens (GER) · V +0,09 | Bronzmérkőzés · Corinna Boccacini (ITA) · GY –0,13 |          |
| Amelie Kober       | Női parallel giant slalom   | kizárták  | 30.       | kiesett                           | kiesett                        | kiesett                       | kiesett                                            | 30.      |
| Isabella Laböck    | Női parallel slalom         | 1:04,44   | 6.        | Ina Meschik (AUT) · V +0,24       | kiesett                        | kiesett                       | kiesett                                            | 10.      |
| Isabella Laböck    | Női parallel giant slalom   | 1:52,01   | 18.       | kiesett                           | kiesett                        | kiesett                       | kiesett                                            | 18.      |

Akrobatika
| Versenyző      | Versenyszám    | Selejtező | Selejtező | Selejtező | Elődöntő | Elődöntő | Elődöntő | Döntő    | Döntő    | Helyezés |
| Versenyző      | Versenyszám    | 1. futam  | 2. futam  | Hely.     | 1. futam | 2. futam | Hely.    | 1. futam | 2. futam | Helyezés |
| -------------- | -------------- | --------- | --------- | --------- | -------- | -------- | -------- | -------- | -------- | -------- |
| Johannes Höpfl | Férfi halfpipe | 61,25     | 65,50     | 11.       | kiesett  | kiesett  | kiesett  | kiesett  | kiesett  | 22.      |

Snowboard cross
| Versenyző        | Versenyszám | Selejtező | Selejtező | Nyolcaddöntő | Negyeddöntő | Elődöntő | Döntő    | Helyezés |
| Versenyző        | Versenyszám | Idő       | Hely.     | Helyezés     | Helyezés    | Helyezés | Helyezés | Helyezés |
| ---------------- | ----------- | --------- | --------- | ------------ | ----------- | -------- | -------- | -------- |
| Paul Berg        | Férfi       | törölve   | törölve   | 1.           | 4.          | kiesett  | kiesett  | 13.      |
| Konstantin Schad | Férfi       | törölve   | törölve   | 1.           | 4.          | kiesett  | kiesett  | 13.      |

## Szánkó
| Versenyző                                                  | Versenyszám  | 1. futam | 1. futam | 2. futam | 2. futam | 3. futam | 3. futam | 4. futam | 4. futam | Összesítés | Összesítés |
| Versenyző                                                  | Versenyszám  | Idő      | Hely.    | Idő      | Hely.    | Idő      | Hely.    | Idő      | Hely.    | Idő        | Helyezés   |
| ---------------------------------------------------------- | ------------ | -------- | -------- | -------- | -------- | -------- | -------- | -------- | -------- | ---------- | ---------- |
| Felix Loch                                                 | Férfi egyes  | 52,185   | 2.       | 51,964   | 1.       | 51,613   | 1.       | 51,764   | 1.       | 3:27,526   |            |
| David Möller                                               | Férfi egyes  | 52,781   | 13.      | 52,865   | 16.      | 52,312   | 14.      | 52,281   | 15.      | 3:30,239   | 14.        |
| Andi Langenhan                                             | Férfi egyes  | 52,707   | 8.       | 52,480   | 4.       | 52,073   | 7.       | 52,095   | 4.       | 3:29,355   | 4.         |
| Natalie Geisenberger                                       | Női egyes    | 49,891   | 1.       | 49,923   | 1.       | 49,765   | 1.       | 50,189   | 1.       | 3:19,768   |            |
| Tatjana Hüfner                                             | Női egyes    | 50,393   | 3.       | 50,187   | 2.       | 50,048   | 2.       | 50,279   | 2.       | 3:20,907   |            |
| Anke Wischnewski                                           | Női egyes    | 50,490   | 7.       | 50,476   | 9.       | 50,462   | 7.       | 50,532   | 7.       | 3:21,960   | 6.         |
| Tobias Wendl Tobias Arlt                                   | Kettes       | 49,373   | 1.       | 49,56    | 1.       |          |          |          |          | 1:38,933   |            |
| Toni Eggert Sascha Benecken                                | Kettes       | 50,274   | 10.      | 49,944   | 4.       |          |          |          |          | 1:40,218   | 8.         |
| Natalie Geisenberger Felix Loch Tobias Wendl / Tobias Arlt | Vegyes váltó |          |          |          |          |          |          |          |          | 2:45,649   |            |

## Szkeleton
| Versenyző        | Versenyszám | 1. futam | 1. futam | 2. futam | 2. futam | 3. futam | 3. futam | 4. futam | 4. futam | Összesítés | Összesítés |
| Versenyző        | Versenyszám | Idő      | Hely.    | Idő      | Hely.    | Idő      | Hely.    | Idő      | Hely.    | Idő        | Helyezés   |
| ---------------- | ----------- | -------- | -------- | -------- | -------- | -------- | -------- | -------- | -------- | ---------- | ---------- |
| Alexander Kröcke | Férfi       | 57,21    | 8.       | 57,36    | 17.      | 57,03    | 10.      | 56,69    | 4.       | 3:48,29    | 9.         |
| Frank Rommel     | Férfi       | 57,19    | 7.       | 56,95    | =5.      | 57,33    | 15.      | 57,00    | 13.      | 3:48,47    | 11.        |
| Sophia Griebel   | Női         | 59,43    | 11.      | 59,20    | 9.       | 58,74    | =13.     | 58,75    | 17.      | 3:56,12    | 10.        |
| Anja Huber       | Női         | 59,17    | 8.       | 59,13    | 7.       | 58,63    | 9.       | 58,31    | 5.       | 3:55,24    | 8.         |
| Marion Thees     | Női         | 59,25    | 9.       | 59,42    | 15.      | 58,89    | 18.      | 58,67    | 15.      | 3:56,23    | 13.        |